# Witchblade (serie animata)
Witchblade (ウィッチブレイド?, Wicchibureido) è un anime basato sul fumetto omonimo statunitense. Anziché essere un adattamento del fumetto originale, i produttori della serie hanno deciso di creare una storia completamente nuova. Questo anime rappresenta una coproduzione fra lo studio giapponese Gonzo e l'editore statunitense Top Cow, che detiene i diritti per il franchise Witchblade. La serie è stata trasmessa in Giappone da TBS e in Nord America da IFC, ed è stata resa disponibile per il download via Xbox Live e PlayStation Network.

## Trama
Il personaggio principale, nonché manovratrice della spada, in questa rivisitazione di Witchblade è Masane Amaha, una donna di buon cuore, che nonostante le buone intenzioni, è piuttosto goffa e inadatta alle faccende casalinghe. Masane ha perso la memoria durante "la grande scossa" che ha devastato Tokyo, e curiosamente, Masane è stata ritrovata illesa e con una bambina in braccio. Sei anni dopo, la giovane ritorna a Tokyo con la bambina, convinta che sia sua figlia, del tutto intenzionata a vivere una vita tranquilla. Sfortunatamente per le due, Masane rimane coinvolta nella lotta per il potere tra una grande multinazionale ed un ente governativo. Masane infatti scopre che un gioiello misterioso attaccato al suo polso destro è in realtà il leggendario artefatto conosciuto come Witchblade, che fa gola alle due società contendenti.

## Personaggi
Masane Amaha (天羽 雅音?, Amaha Masane)
Doppiata da: Mamiko Noto
Protagonista della serie, Masane è una madre single e senza lavoro, il cui unico amore è rappresentato dalla figlioletta. È la portatrice della Witchblade, di cui è entrata in possesso sei anni prima l'inizio della serie, durante il terremoto che distrusse Tokyo. Masane è la madre amorevole di Rihoko Amaha, benché il suo carattere distratto e goffo facciano la facciano spesso apparire come la più infantile fra le due. Verrà rivelato nel corso della serie che in realtà Masane non è la madre naturale della bambina, cosa che porterà, unitamente all'incapacità economica di mantenerla, i servizi sociali ad insistere per togliere Rihoko a Masane.
Man mano che Masane utilizzerà i poteri del Witchblade il suo corpo inizierà gradualmente a mutare, partendo dai suoi capelli che diverranno da rossi a bianchi, e lei stessa perderà alcuni sensi come il gusto. Dato che sa che una volta che lei sarà morta, il Witchbalde cercherà sua figlia, la donna sceglie la morte, morendo nell'ultimo episodio, annientando se stessa, apparentemente il Witchblade, e l'enorme esercito di I-weapons che era venuto per ucciderla.
Rihoko Amaha (天羽 梨穂子?, Amaha Rihoko)
Doppiata da: Akemi Kanda
Rihoko, soprannominata Riko, è la figlioletta di sei anni di Masane Amaha. Benché sia una bambina molto piccola, Rihoko si comporta in maniera matura e responsabile, anche di più di quanto faccia sua madre, preoccupandosi di fare la spesa, cucinare, pulire ecc.Verrà rivelato nel corso della serie che la vera madre di Rihoko è Reina Soho e che suo padre è Takayama. Inoltre si scoprirà che Rihoko è apparentemente molto più compatibile con il Witchblade di quanto non lo sia Masane. Dopo la morte della madre nell'ultimo episodio verrà presa in affidamento da Takayama.
Yuusuke Tozawa (斗沢 祐介?, Tozawa Yusuke)
Doppiato da: Masaya Matsukaze
Yuusuke Tozawa è un fotografo freelance, che interessandosi alla strana catena di omicidi cittadini, arriva a scoprire l'esistenza del Witchblade. Si legherà profondamente a Masane, che lui soprannominerà Masamune.
Reina Soho (蘇峰 玲奈?, Soho Reina)
Doppiata da: Mie Sonozaki
Maria (まりあ?)
Doppiata da: Nana Mizuki
Reiji Takayama (鷹山 澪士?, Takayama Reiji)
Doppiato da: Rikiya Koyama
Hiroki Segawa (瀬川 弘樹?, Segawa Hiroki)
Doppiato da: Kenichi Suzumura

## Media

### Anime
L'anime, prodotto da Gonzo e diretto da Yoshimitsu Ohashi, è andato in onda in Giappone dal 16 aprile 2006 al 20 settembre 2006 su TBS. Le sigle d'apertura sono rispettivamente XTC cantata da Psychic Lover (episodi 1-13, 24) e Dear Bob di Koologi (episodi 14-23), Le sigle di chiusura che vengono adoperate sono Ashita no te (あしたの手?) cantata da Mamiko Noto (episodi 1-12), Kutsuhimo di Asami Yamamoto (episodi 13-23) e Kodo -get closer- (鼓動 -get closer-?) degli Psychic Lover (episodio 24).
In Nord America i diritti di distribuzione sono stati acquisiti da Funimation che ha mandato in onda l'anime sulla rete IFC dal 4 gennaio al 13 giugno 2008, ed è stato reso disponibile per il download via Xbox Live e PlayStation Network. Successivamente l'anime è stato pubblicato in DVD in sei volumi resi disponibili dal dicembre 2008. Un cofanetto Blu-ray è uscito il 3 novembre 2009. I primi dodici episodi sono stati anche pubblicati sul servizio Unbox di Amazon. A partire da giugno 2011, è stato reso disponibile gratuitamente su Hulu.

#### Episodi
| Nº | Titolo italiano (traduzione letterale) Giapponese 「Kanji」 - Rōmaji | In onda           | In onda |
| Nº | Titolo italiano (traduzione letterale) Giapponese 「Kanji」 - Rōmaji | Giapponese        |         |
| 1  | L'inizio 「始」 - Shi                                                | 5 aprile 2006     |         |
| 2  | Sconcerto 「惑」 - Waku                                              | 12 aprile 2006    |         |
| 3  | Sfida 「抗」 - Kō                                                    | 19 aprile 2006    |         |
| 4  | Movimento 「動」 - Dō                                                | 26 aprile 2006    |         |
| 5  | Cerca 「探」 - Tan                                                   | 3 maggio 2006     |         |
| 6  | Cambio 「変」 - Hen                                                  | 10 maggio 2006    |         |
| 7  | Passato 「過」 - Ka                                                  | 17 maggio 2006    |         |
| 8  | Reciprocità 「互」 - Go                                              | 24 maggio 2006    |         |
| 9  | Tristezza 「哀」 - Ai                                                | 31 maggio 2006    |         |
| 10 | Interazione 「交」 - Kō                                              | 7 giugno 2006     |         |
| 11 | Pericolo 「危」 - Ki                                                 | 14 giugno 2006    |         |
| 12 | Prigioniero 「囚」 - Shū                                             | 21 giugno 2006    |         |
| 13 | Separazione 「別」 - Betsu                                           | 28 giugno 2006    |         |
| 14 | Famiglia 「家」 - Ka                                                 | 5 luglio 2006     |         |
| 15 | Legami 「絆」 - Han                                                  | 12 luglio 2006    |         |
| 16 | Relax 「憩」 - Kei                                                   | 19 luglio 2006    |         |
| 17 | Confusione 「錯」 - Saku                                             | 26 luglio 2006    |         |
| 18 | Giri 「転」 - Ten                                                    | 2 agosto 2006     |         |
| 19 | Sentimenti 「思」 - Shi                                              | 9 agosto 2006     |         |
| 20 | Richiesta 「願」 - Gan                                               | 16 agosto 2006    |         |
| 21 | Voto 「誓」 - Sei                                                    | 30 agosto 2006    |         |
| 22 | Informare 「告」 - Koku                                              | 6 settembre 2006  |         |
| 23 | Caos 「乱」 - Ran                                                    | 13 settembre 2006 |         |
| 24 | Luce 「光」 - Kō                                                     | 20 settembre 2006 |         |

### Manga

Copertina del primo volume dell'edizione italiana, raffigurante la protagonista Takeru Ibaraki

Un adattamento manga intitolato Witchblade Takeru (WITCHBLADE 丈琉?), scritto da Yasuko Kobayashi e disegnato da Kazasa Sumita, è stato serializzato dal 18 marzo 2006 al 2007 sulla rivista Champion Red edita da Akita Shoten. I capitoli sono stati raccolti in due volumi tankōbon pubblicati dal 20 luglio 2006 al 20 febbraio 2007.
In Italia la serie è stata pubblicata da Panini Comics sotto l'etichetta Planet Manga nella collana Manga Mix dall'8 novembre al 6 dicembre 2007.

#### Volumi
| Nº | Data di prima pubblicazione | Data di prima pubblicazione | Data di prima pubblicazione |
| Nº | Giapponese                  | Giapponese                  | Italiano                    |
| -- | --------------------------- | --------------------------- | --------------------------- |
| 1  | 20 luglio 2006              | ISBN 4-253-23155-1          | 8 novembre 2007             |
| 2  | 20 febbraio 2007            | ISBN 978-4-253-23156-5      | 6 dicembre 2007             |

## Accoglienza
Theron Martin di Anime News Network recensendo il primo volume DVD dell'anime affermò che proprio come il fumetto originale, Witchblade era un titolo rivolto a un pubblico maturo. Trasformando i conflitti interni e le relative motivazioni e concentrandosi più sulle pulsioni materne di Masane che sulle elucubrazioni di Sara Pezzini sulla giustizia, aggiungeva una svolta al franchise abbastanza fresca da distinguersi dalle precedenti incarnazioni senza allontanarsi così tanto da offendere i fan affermati. Come lavoro autonomo, la dinamica Masane/Rihoko lo differenziava abbastanza da altre serie simili da farlo risaltare tra i suoi colleghi anime. Poteva non essere un'opera di alta qualità, ma questa versione ad opera di Gonzo del fumetto cupo, violento e sexy di Top Cow su un'arma mistica impugnabile solo dalle donne era iniziata bene.
Chris Beveridge di Mania trattò sempre del primo volume e affermò che sebbene i meriti di Witchblade fossero derivati molto dai fumetti originali, Yoshimitsu Ohashi aveva portato il franchise in una direzione interessante con questi primi episodi, pur mantenendo alcuni elementi molto familiari. La palese sessualità era presente, così come il ritmo riflessivo e il fatto che stava succedendo qualcosa di più importante era altrettanto ben riuscito. Sebbene fossero passati anni dall'ultima volta in cui il recensore aveva letto i numeri originali del fumetto nei primi anni '90, questi gli avevano lasciato una buona impressione e vedere alcuni di quegli elementi adattati in questa versione animata lo fece sorridere. Con così tanti brutti adattamenti di fumetti in un finto stile anime visti in passato, Witchblade era qualcosa che vedeva come un'opportunità per intraprendere un nuovo percorso. Anche se a detta di Beveridge lo studio Gonzo aveva altre cose su cui lavorare, ma affermò che gli sarebbe piaciuto vederli all'opera con altri titoli simili. In conclusione Witchblade nei suoi primi quattro episodi aveva sicuramente preparato correttamente il terreno e ciò lo aveva incuriosito spingendolo a vedere come proseguirà. I fan del fumetto originali avrebbero trovato qualcosa di familiare ma anche di diverso, mentre i fan degli anime percepiranno delle emozioni simili seppure in maniera differente.
Holly Ellingwood di Active Anime descrisse l'inizio della serie come ammaliante. L'anime di Witchblade si rivelava una serie che sia i fan di lunga data della serie a fumetti che quelli degli anime potevano godersi allo stesso modo. Azione intensa, fascino erotico e mistero seducente si combinavano assieme per dare un'esperienza visiva avvincente. Sandra Scholes dello stesso sito non si discostò molto e definì Witchblade un prodotto seducente ed erotico dotato di una storia fantastica e momenti d'azione eseguiti in maniera spettacolare che avrebbero portato sicuramente al suo successo. Seb Reid di UK Anime Network si ritrovò dinanzi a un prodotto di qualità, con l'animazione assolutamente pulita e ben prodotta. Le scene non venivano mai riciclate e il character design era ben pensato. Lo stesso valeva per la colonna sonora la quale era ben composta e sempre adatta alle scene in cui veniva inserita, la sceneggiatura e gli alti valori di produzione. 
Bradley Meek di THEM Anime Reviews trattò la serie completa e fu decisamente più critico e negativo per via della prevedibilità della storia, dei tropi riutilizzati e del poco divertimento che offriva. Concluse la recensione affermando che era una serie che semplicemente non funzionava. Chris Zimmerman di Comic Book Bin trattò a sua volta la serie completa trovandola estremamente divertente. Nonostante presentasse alcune cadute di stile da parte dello studio Gonzo che l'aveva prodotto, i suoi lati positivi superavano di gran lunga quelli negativi. Anche se nel complesso non poteva essere considerata un'opera di alta qualità, offriva un divertente mix di momenti drammatici, scene d'azione e sex appeal che ricordavano l'opera originale.